# Departamento de Palena
El departamento de Palena fue una antigua división territorial de Chile, dentro de los límites de la provincia de Chiloé, que existió entre 1959 y 1976. Sus límites administrativos abarcaron el territorio conocido antiguamente como Chiloé continental. Es el precedente de la actual provincia de Palena en la Región de los Lagos.

## Historia
Durante el periodo colonial, el territorio de Palena perteneció nominalmente al Gobierno de Chiloé, y fue frecuentado por chilotes tanto por la extracción de madera, como también por la creencia de que entre sus valles se encontraría la Ciudad de los Césares. En esta época no se establecieron poblaciones permanentes, pero se realizaron diversas expediciones documentadas a los alrededores de Vodudahue.
El proceso de colonización oficial de Palena se origina en un decreto del 4 de enero de 1889, que crea un asentamiento de nombre «Palena» en la isla Los Leones, en la desembocadura del río Palena. Durante este tiempo la dependencia administrativa de Palena es discutida, aunque el historiador Adolfo Ibáñez le atribuye pertenecer al menos nominalmente al Territorio de Colonización de Magallanes creado en 1853.
El 30 de diciembre de 1927 se realiza una reforma administrativa a nivel nacional, que crea el Territorio de Colonización de Aysén, y que mediante el Decreto 8583, define su organización interna en cuatro comunas-subdelegaciones, siendo la más septentrional la comuna de Yelcho. Los límites de esta comuna correspondían al fiordo Comau por el norte, la hoya hidrográfica del río Palena por el sur, la frontera argentina por el este, y el canal que separa las aguas con las islas Desertores por el oeste.
En 1936, a través de la Ley 5807, la comuna-subdelegación de Yelcho cambia su dependencia y es incorporada al reconstituido departamento de Quinchao de la provincia de Chiloé, aunque mantiene beneficios aduaneros similares a los del territorio de Aysén. Esta situación perdura hasta 1959, cuando a través de la Ley 13375, la comuna se transforma en el departamento de Palena, organizándose en torno a cuatro comunas-subdelegaciones: Chaitén, Futaleufú, Palena y Corcovado. Con este cambio se establece como capital del departamento la ciudad de Chaitén.
El censo de 1960 consigna en 6981 habitantes la población del departamento.
La estructura departamental se mantiene hasta el año 1976, cuando entra en funcionamiento la X Región.
En 1979 se crea la provincia de Palena a partir de las comunas preexistentes en el departamento. Con este cambio, también se crea e incorpora la comuna de Hualaihué —a partir de una zona geográfica que anteriormente pertenecía a la comuna de Puerto Montt—, se anexan las islas Desertores a Chaitén —anteriormente eran parte de la comuna de Achao—, y se disuelve la comuna de Corcovado, cuyo territorio pasa a formar parte de las comunas de Chaitén y Cisnes.